# Allendorf (Eder)
Allendorf é um município da Alemanha, situado no distrito de Waldeck-Frankenberg, no estado de Hesse. Tem 41,79 km² de área, e sua população em 2019 foi estimada em 5.581 habitantes.